# Siddhartha
|  | Per a altres significats, vegeu «Siddhartha Gautama». |

Siddhartha és una novel·la  al·legòrica escrita per Hermann Hesse el 1922 després de la Primera Guerra Mundial. Relata la vida d'un home hindú anomenat Siddhartha. L'obra ha estat considerada per l'autor com un "poema  hindú" i també com l'expressió essencial de la seva forma de vida. És una obra molt llegida a Orient, i menys en el món  occidental.
La novel·la presenta un registre molt original en què s'unifiquen elements lírics i èpics, incloent-hi narració i meditació, elevació de la més alta espiritualitat i, a la vegada, descarnada sensualitat.
L'èxit manifest del llibre va arribar després d'una vintena d'anys de la seva publicació, en part degut al Premi Nobel atorgat a Hesse el 1946. Van ser sobretot els joves, com en el cas de Demian, els que van fer de la figura de Siddhartha un compendi de les inquietuds dels adolescents, de l'ànsia de la trobada amb l'essencial de si mateix, de l'orgull de l'individu enfrontat al món i a la història.
La novel·la va ser escrita per Hesse, en alemany, en un estil simple però alhora poderós i poètic. Es va publicar per primera vegada després que Hesse visqués algun temps a l'Índia en la dècada de 1910. Va ser publicada als Estats Units el 1951 i va aconseguir gran notorietat durant la dècada de 1960.
La novel·la relata la recerca que realitza Siddhartha per aconseguir la saviesa. Constantment en la novel·la s'incideix en la recerca d'aquesta saviesa com la Unitat. La novel·la de Hermann Hesse es troba redactada en  tercera persona i ens mostra, introspectivament, els seus sentiments a través de les diverses experiències que formen la seva vida, fins al moment en què coneix al seu mestre final que el portarà a la perfecció tan anhelada. La novel·la està inspirada en alguna mesura en la vida i experiències de Siddhartha Gautama.
"Siddhartha" significa "aquell que va aconseguir els seus objectius" o "tot desig ha estat satisfet". "El nom del Buda, abans de la seva renunciació, era el Príncep Siddhartha Gautama, després el Buda Gautama. El personatge principal de Siddhartha en el llibre no és la mateixa persona que el Buda, ja que en el llibre es transforma en "Gotama".

## Argument
La novel·la relata la vida del fill d'un  braman, Siddharta, un jove  hindú, que busca afanyadament i pels més diversos camins el seu propi rumb vital. Al seu costat es troba el seu fidel amic Govinda, també espiritual. Tots dos han d'iniciar el seu viatge compartit, no només geogràfic, sinó personal.
Govinda, des de sempre ha venerat devotament Siddhartha com un savi. De comú acord decideixen anar a viure amb els Samanas, abandonant fredament a les seves famílies. Els Samanas són homes d'ànima  religiosa,  meditadors, que viuen amb poc o gens, i que sobreviuen en la seva mansa peregrinació amb el que troben en el camí. En aquesta etapa de la seva vida aprèn a dejunar, meditar i esperar, capacitats que li serviran més endavant.
És després d'haver conviscut amb ells que tots dos resolen anar a veure a Siddhartha Gautama. Govinda pren la decisió, no compartida per l'amic, d'unir-se al grup que visiten. En conseqüència, Siddhartha, a partir d'aquest moment, quedarà vitalment sol. I peregrinant arribarà a una ciutat en la qual ha de conèixer a la bella Kamala, amb qui viurà noves experiències.
L'extraordinàri mestratge de Hesse es manifesta en els capítols relacionats amb Kamala, a qui mai anomena amb un apel·latiu de connotació negativa, al que donaria lloc l'ofici lleuger i sense prejudicis a què la dona viu lliurada.
Siddhartha, de manera espontània i a vegades deliberadament resolt es disposa a aprendre els secrets de l'amor a partir del seu contacte amb ella, compartint al mateix temps els menesters de la feina, del guany de diners, de les despeses supèrflues i de les diversions ostentoses. I així se'ns presenta a un home que, sent al principi un model immaculat, ara apareix subjecte a totes les normals debilitats humanes. El propi Siddhartha considerava negatius i menyspreables aquests comportaments per una ànima d'estirp i de naturalesa superior com la seva.

### Separació de Kamala
Després de vint anys passats amb Kamala, en la vida i en el seu llit, arriba el tedi, se sent cansat d'aquesta existència que transcorre en la dissipació i l'oblit, comprèn que s'ha equivocat en la unilateralització de la seva experiència quotidiana i sensual. I abandona tot aquest món de superficialitats i a Kamala, la dona que ha de sentir-se deixada, en el moment en què porta dins seu un fill -no declarat- de l'home estimat, que se'n va.
Al cap d'un llarg període (11 anys), el pare haurà de trobar-se amb el seu fill. Abans, se sentirà destrossat pels remordiments provocats per l'estil de vida que ha practicat en els últims anys, que l'arrossegaran a imaginar, alienat, que el suïcidi és l'única sortida que pot aportar-li la purificació salvadora. El destí, però, no ho vol així: es retroba amb Govinda. El fidel i sempre dependent amic de la infància en principi no el reconeix, tot i que estava disposat a ajudar a aquest "desconegut" en la seva situació desesperada. Es produeix el reconeixement de manera molt emotiva ... se separaran, una altra vegada, però potser sospitant que la separació tampoc aquesta vegada ha de ser definitiva.
Siddhartha, a partir d'ara, ha retrobat una vegada més, un motiu per viure i buscar un nou camí. Paradoxalment l'ha de trobar trepitjant la mateixa ribera del riu en què pensava posar fi a la seva existència. Així es troba amb Vasudeva, el vell boter que té la missió de transportar pelegrins d'una ribera a l'altra. Comença una amistat i una convivència profunda en la qual comparteixen el millor de si mateixos i de les experiències que a tots dos els suggereix "escoltar" el riu. Perquè, en efecte, per a ells el riu és espiritual i amb el seu natural murmuri els comunica en missatges  esotèrics resolucions per als seus problemes. El riu és per als dos cosa viva, que parla, que ensenya ... I Siddhartha, el savi fill de braman, ha de resoldre romandre al costat del modest i noble ancià, de qui aprendrà molt, fins i tot quan Vasudeva estigui immers en els seus profunds silencis.
Les vicissituds de la història han d'apropar a Kamala, que està a la recerca del Siddhartha Gautama en la seva vida que acaba. Amb ella es retroba el seu fill, "Siddhartha", com el pare. La desgràcia fa que una serp mossegui la dona, i és així que el petit es llança a plorar i a reclamar ajuda per a la seva mare. El pare, ben disposat a fer-ho, haurà de reconèixer finalment que tot és inútil. Kamala mor.

### Siddhartha, pare
Ara, l'heroi de la novel·la s'ha transformat en pare en sentit total. Però el seu fill no serà font d'alegria, sinó d'infinites penalitats. El seu desamor, els seus capricis i la seva malvolença el destrossen i tot i que vol transformar-lo amb el seu amor de progenitor, no ho pot aconseguir. El jove noi és rebel, detesta tota mena de treballs, s'avorreix i sent fàstic per tot, no vol aprendre ... O sigui, una figura contrària a la del seu pare paradigmàtic. Són molt diferents perquè sigui possible una convivència. Per esforçar-se a entendre al seu fill, el pare pensa que ell també va ser cruel quan per iniciar la seva vida de Samana va abandonar amb certa crueltat i desconsideració al noble braman que l'havia engendrat.
Després d'uns anys de patiment, finalment el noi fuig. Amb el suport de Vasudeva, Siddhartha ha d'acceptar aquesta ruptura i aquesta solitud. L'angoixa d'aquest fet es reforçarà quan el seu ancià amic resolgui marxar a la selva, a la recerca d'altres coneixements que aprofundeixin la seva saviesa.

### La fi
Abans d'acabar la història es produeix un altre retrobament amb Govinda, qui tampoc el reconeix altra vegada. Ambdós estan canviats i envellits. S'expliquen la seva vida, però sobretot Govinda li demana quina és la filosofia que la vida, després de tant de temps, ha prodigat a Siddhartha. El llarg monòleg de Siddharta no és molt convincent o persuasiu, ja que no pot explicar amb paraules el que ha sentit. Els camins que han prés han estat i continuen sent diversos. Però al final Govinda s'adona que el seu amic va obtenir el que volia: trobar-se a si mateix, arribar al nirvana i convertir-se en un ésser extremadament perfecte. Començant així una vida preciosa i plena de serenitat i harmonia.

## Personatges
El protagonista per antonomàsia és Siddhartha, un home que des de molt jove s'ha fet moltes preguntes en la recerca de l'anhelada saviesa i del sentit de la vida. No aconsegueix mai sentir-se satisfet en aquest afany. Només aconsegueix aconseguir certa quietud cap al final de la història.
Els altres personatges que trobem són:
- Govinda, que des de la infància decideix seguir-lo, acompanyar-lo en les indagacions, estant al seu costat, fins a la trobada amb Siddhartha Gautama, on els seus camins es bifurquen.

- Kamala és la dona cortesana amb la qual ha de compartir els plaers de l'amor i de la sensualitat deliberada i total. És bella, intel·ligent i rica. Viu en un palau central envoltat de jardins amb plantes exòtiques.

- Kamaswami és un poderós i ric comerciant que coneixerà en l'època "esgarriada" de la seva relació amb Kamala, en la vida submergida en banalitats. Com que Kamaswami és un home ja entrat en anys, decideix posar els seus negocis en mans de Siddhartha. Li agrada Siddartha perquè és una persona culta.

- Vasudeva és un barquer senzill i docte, serè i carregat de bondat. La seva missió és ajudar-lo a travessar el riu amb la seva barca. Tindrà una trobada amb Siddhartha en els temps en què aquest era Samana. Després es retrobaran més tard al voltant del riu, fins a la seva partida cap a la selva. Home humil, callat i savi, els seus dictàmens i apreciacions suposen molts ensenyaments a Siddharta.

## Aspectes de l'obra
La novel·la es troba implícitament instal·lada en un temps imaginari. Òbviament, els esdeveniments tenen lloc a l'Índia mil·lenària. Hesse no es deté en la descripció dels llocs en què es desenvolupa la història, donant rellevància al discurs, essencialment anímic, de les vides dels personatges. Amb destinacions que, en alguns casos, es recorren des de l'inici.